# Eterm

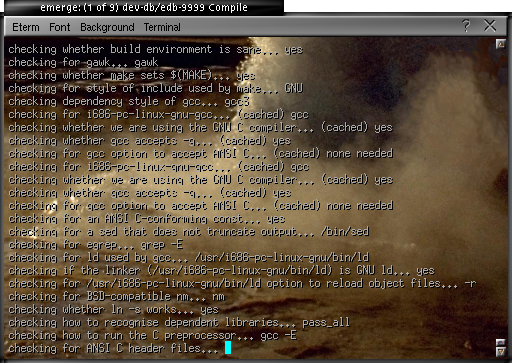

eTerm是中国航信开发的只对国内、国外代理人、航空公司驻海外办事处，使用的机票销售软件。支持IATA航协国内、国际BSP打票和航空公司客票，支持航空公司系统（TIPB）、代理人系统（TIPC3）、离港系统（TIPJ）。